# تاريخ القطارات
كانت وسائل النقل في السابق تتم بواسطة الإنسان أو الحصان، ثم تم استخدام العربات والسيارات التي تعمل بالدفع اليدوي من القرن السادس عشر حتى وقت إدخال القطارات.[١] 
التطور التاريخي للقطارات 
أول ظهور للقطار انطلق أول قطار في بداية القرن الثامن عشر على يد المخترع الإنجليزي "ماثيو موراي"، وذلك في عام 1804، وكان يعمل بالمحرك البخاري، وبعد بسنوات قليلة اخترع قاطرة سالامانكا ذات الأسطوانة المزدوجة، والتي تم استخدامها علنًا في عام 1812 كأول سكة حديد تجارية للركاب تم افتتاحها في إنجلترا.[١] أول قطار يعمل بالديزل تم استخدام القطارات التي تعمل بالديزل في عام 1913، وظهرت في السويد، وظهرت في الولايات المتحدة في عام 1939، ومع مرور الزمن تحسنت القطارات بشكل واسع حتى نشأة أول قطار سريع في اليابان في عام 1964.[١] اختراع قطار سريع كان أول قطار بخاري تجاري يتمكن من الوصول إلى سرعة 96 كم في الساعة، ومن الجدير بالذكر أن سرعة القطارات اليوم تتجاوز 200 كم في ساعة، أما القطارات المتخصصة السريعة، فتصل سرعتها إلى أكثر من 500 كم/ساعة.[٢] سكك الحديد أشهر خطين للسكك الحديدية يبلغ طولهما 9297، وهما خطا قطار سيبيريا السريع الذي يربط بين موسكو وفلاديفوستوك، وأول خط سكة حديد أمريكي خارج المسار كان يربط الغرب والساحل الشرقي في عام 1866، وأول سكة حديد أمريكية عابرة للقارات كانت في عام 1869.[٢][١] أول سكة حديد تحت الأرض بدأ العمل في أول خط سكة حديد تحت الأرض في لندن عام 1863 وكان النجاح الكبير الذي حدد بداية إلى قطارات الأنفاق الحديثة، ثم تحولت قطارات الأنفاق في لندن إلى المحركات الكهربائية، لتبدأ عصر أنظمة النقل السريع الحديثة، وذلك في عام 1890.[٣] بداية حقبة القطارات الحديثة دخل السفر بالقطار حقبة جديدة مع ظهور خط سكة الحديد فائق السرعة بين طوكيو وأوساكا، وتم افتتاحه قبل الألعاب الأولمبية الصيفية لعام 1964 في طوكيو، بسرعات تصل إلى 125 ميلاً في الساعة، وبعد أن حمل 100 مليون مسافر في السنوات الثلاث الأولى، أظهر أن السكك الحديدية عالية السرعة يمكن أن تحقق نجاحاً تجارياً.[٤] أرقام قياسية في سرعة القطارات عبر التاريخ في التالي عرض للتحسينات التاريخية على سرعة القطار:[٣] بدأت فرنسا في عام 1979 باختراع قطار فائق السرعة حينها، حيث كان متوسط سرعة القطار 213 كم في الساعة، وسرعة القصوى 300 كم / ساعة. في عام 1987 حققت بريطانيا أكبر سرعة للقطارات في العالم، حين وصلت سرعة قطارها إلى 238 كم في الساعة، وكان يعمل محرك القطار بالديزل. عادت فرنسا لتحطم الأرقام القياسية في قطارها الكهربائي الجديد عام 1990، وبلغت سرعة القطار الكهربائي حوالي 515 كم في الساعة. قطار ضمن عجائب الدنيا السبعة في عام 1994 تم ربط بريطانيا العظمى بالبر الأوروبي للمرة الأولى منذ عصور قديمة، وتم بناء النفق الذي يبلغ طوله 31 ميلاً بين فولكستون بإنجلترا وكوكيل بفرنسا بتكلفة 16 مليار دولار، مما سمح لركاب يوروستار بالسفر بين لندن وباريس في غضون ساعتين ونصف فقط ودون الحاجة إلى النقل بالعبّارة